# Токарево (городской округ Кашира)
Токарево — деревня в городском округе Кашира Московской области.

## География
Находится в южной части Московской области на расстоянии приблизительно 13 км на юг по прямой от железнодорожной станции Кашира.

## История
Известна с XVII века, когда здесь была деревянная церковь Николая Чудотворца, в 1786 году заменена на каменную. До 2015 года входила в состав сельского поселения Домнинского Каширского района.

## Население
Постоянное население составляло 13 человек в 2002 году (русские 100 %), 16 в 2010.